# Malcolm Jeng
Malcolm John Matarr Jeng (Stoccolma, 9 marzo 2005) è un calciatore svedese, difensore dello Stade Reims.

## Caratteristiche tecniche
È un difensore centrale.

## Carriera

### Club
Jeng è cresciuto nel settore giovanile del Sirius, con cui ha debuttato il 29 aprile 2023 nell'incontro di Allsvenskan pareggiato 0-0 contro l'AIK. Il 17 luglio seguente ha prolungato il contratto fino al 2028 ed è stato definitivamente promosso in prima squadra.
Il 12 gennaio 2025, prima dell'inizio della stagione svedese di quell'anno, viene acquistato a titolo definitivo dai francesi dello Stade Reims per la cifra di 2,5 milioni di euro.

### Nazionale
Ha giocato nelle nazionali giovanili svedesi Under-18 ed Under-21.

## Statistiche

### Presenze e reti nei club
Statistiche aggiornate al 12 gennaio 2025.
| Stagione        | Squadra         | Campionato      | Campionato | Campionato | Coppe nazionali | Coppe nazionali | Coppe nazionali | Coppe continentali | Coppe continentali | Coppe continentali | Altre coppe | Altre coppe | Altre coppe | Totale | Totale | Totale |
| Stagione        | Squadra         | Comp            | Pres       | Reti       | Comp            | Pres            | Reti            | Comp               | Pres               | Reti               | Comp        | Pres        | Reti        | Pres   | Reti   |        |
| --------------- | --------------- | --------------- | ---------- | ---------- | --------------- | --------------- | --------------- | ------------------ | ------------------ | ------------------ | ----------- | ----------- | ----------- | ------ | ------ | ------ |
| 2023            | Sirius          | A               | 20         | 0          | CS              | 0               | 0               |                    | -                  | -                  |             | -           | -           | 20     | 0      |        |
| 2024            | Sirius          | A               | 30         | 0          | CS+CS           | 1+1             | 0               |                    | -                  | -                  |             | -           | -           | 32     | 0      |        |
| Totale Sirius   | Totale Sirius   | Totale Sirius   | 50         | 0          |                 | 2               | 0               |                    | -                  | -                  |             | -           | -           | 52     | 0      |        |
| gen.-giu. 2025  | Stade Reims     | L1              | 0          | 0          | CF              | 0               | 0               |                    | -                  | -                  |             | -           | -           | 0      | 0      |        |
| Totale carriera | Totale carriera | Totale carriera | 50         | 0          |                 | 2               | 0               |                    | -                  | -                  |             | -           | -           | 52     | 0      |        |